# Tanzániai shilling
A shilling Tanzánia hivatalos pénzneme.

## Érmék

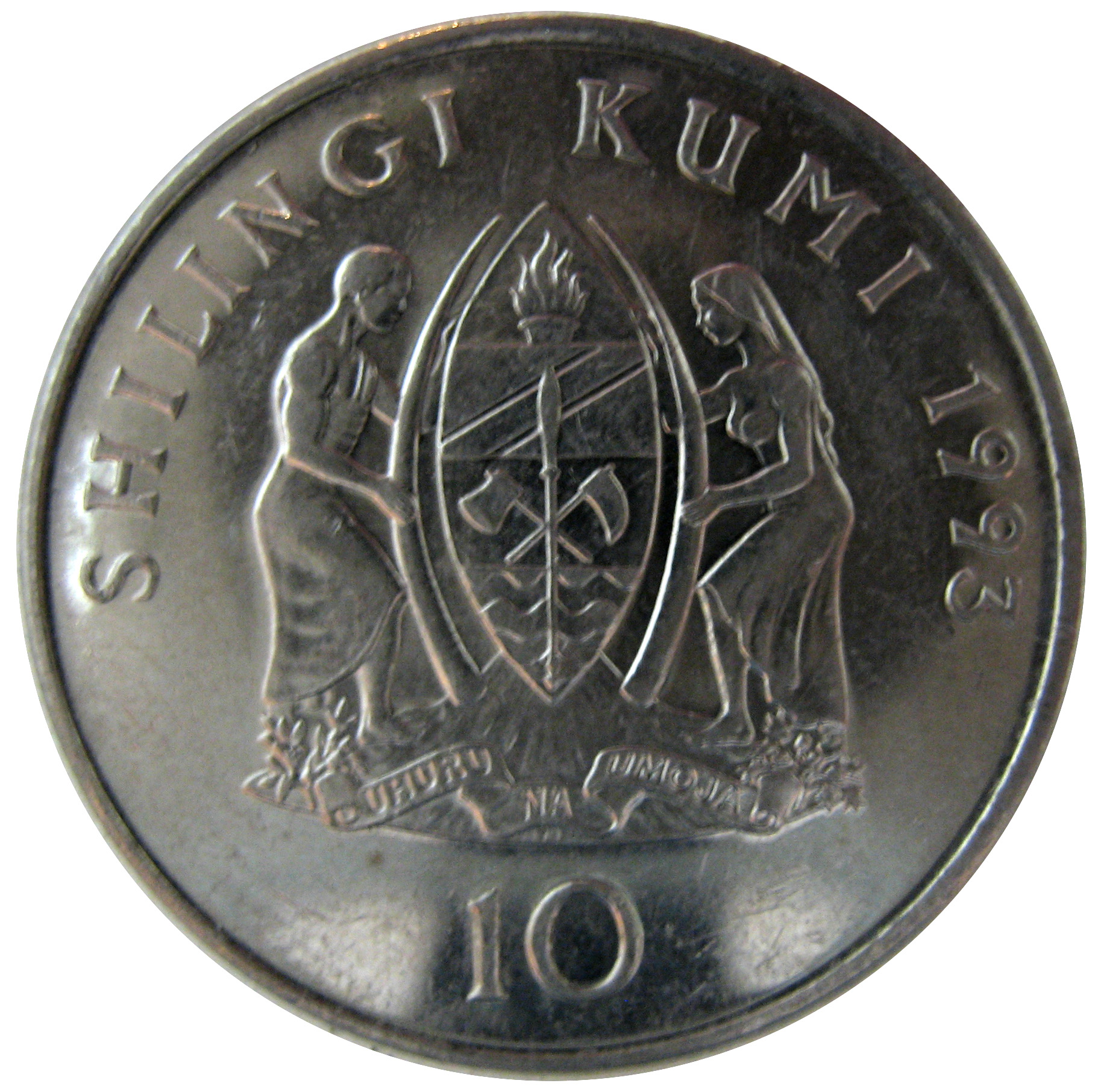
10 shilling, írásoldal
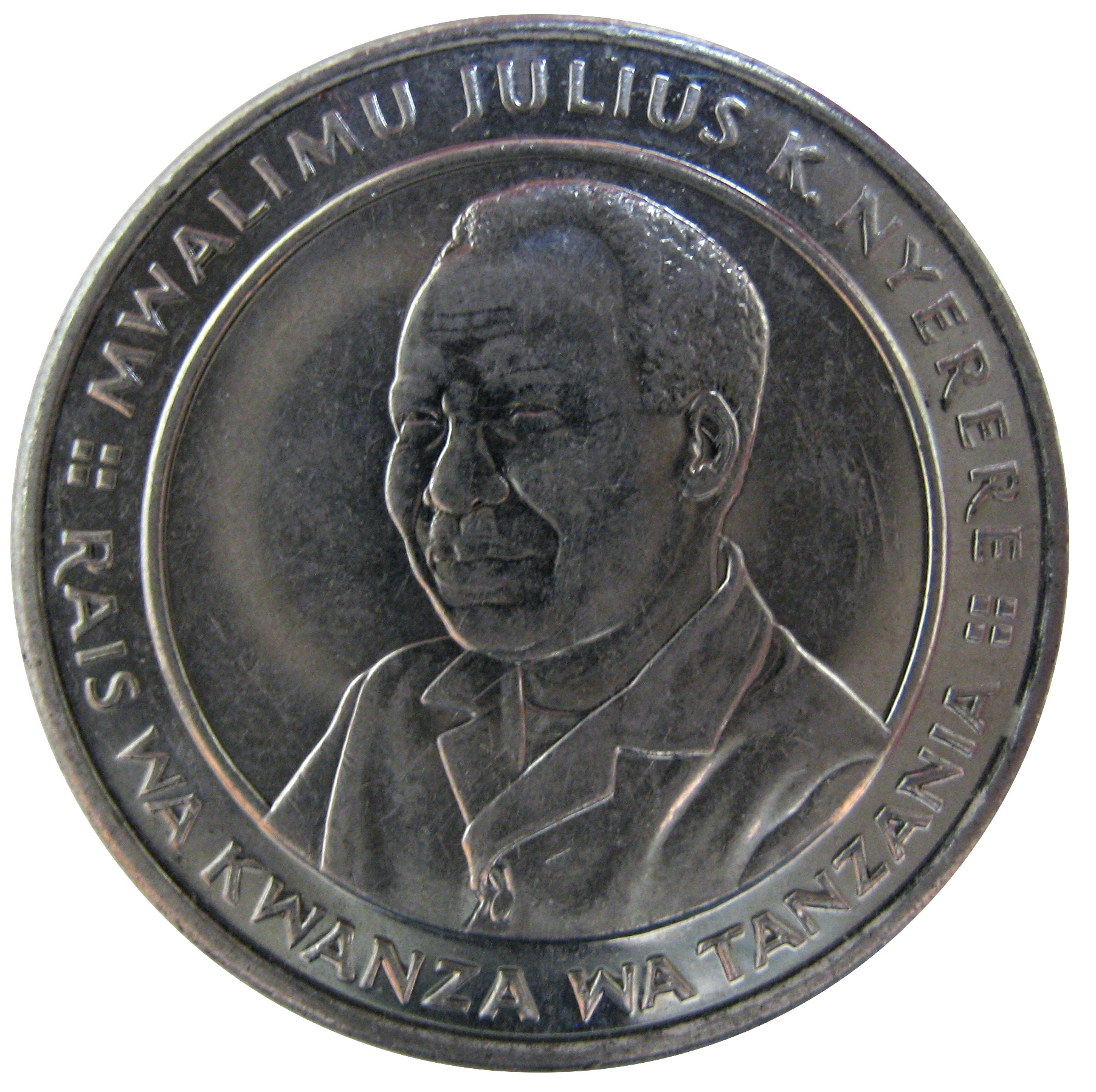
10 shilling, fejoldal
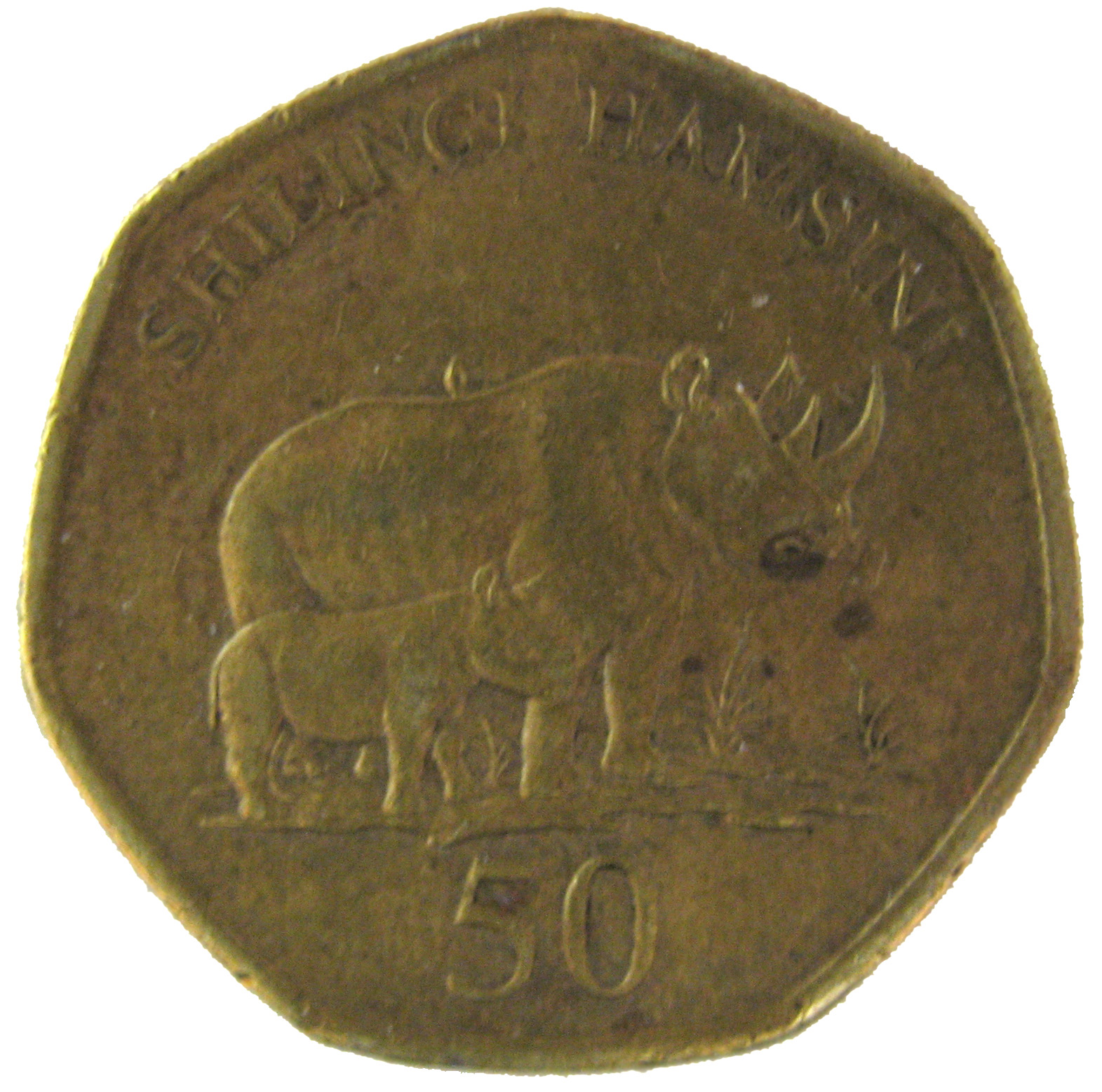
50 shilling, írásoldal
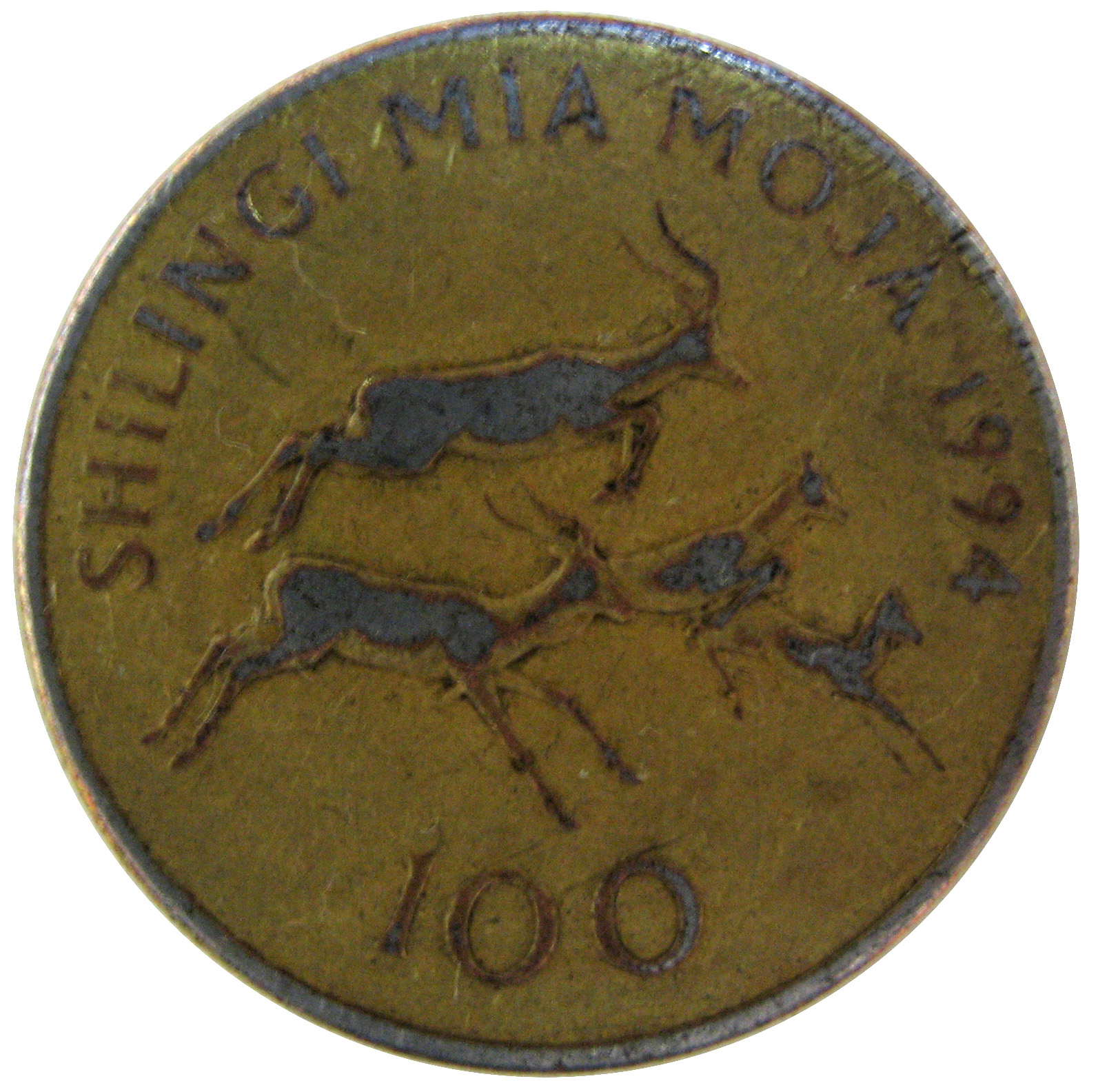
100 shilling, írásoldal
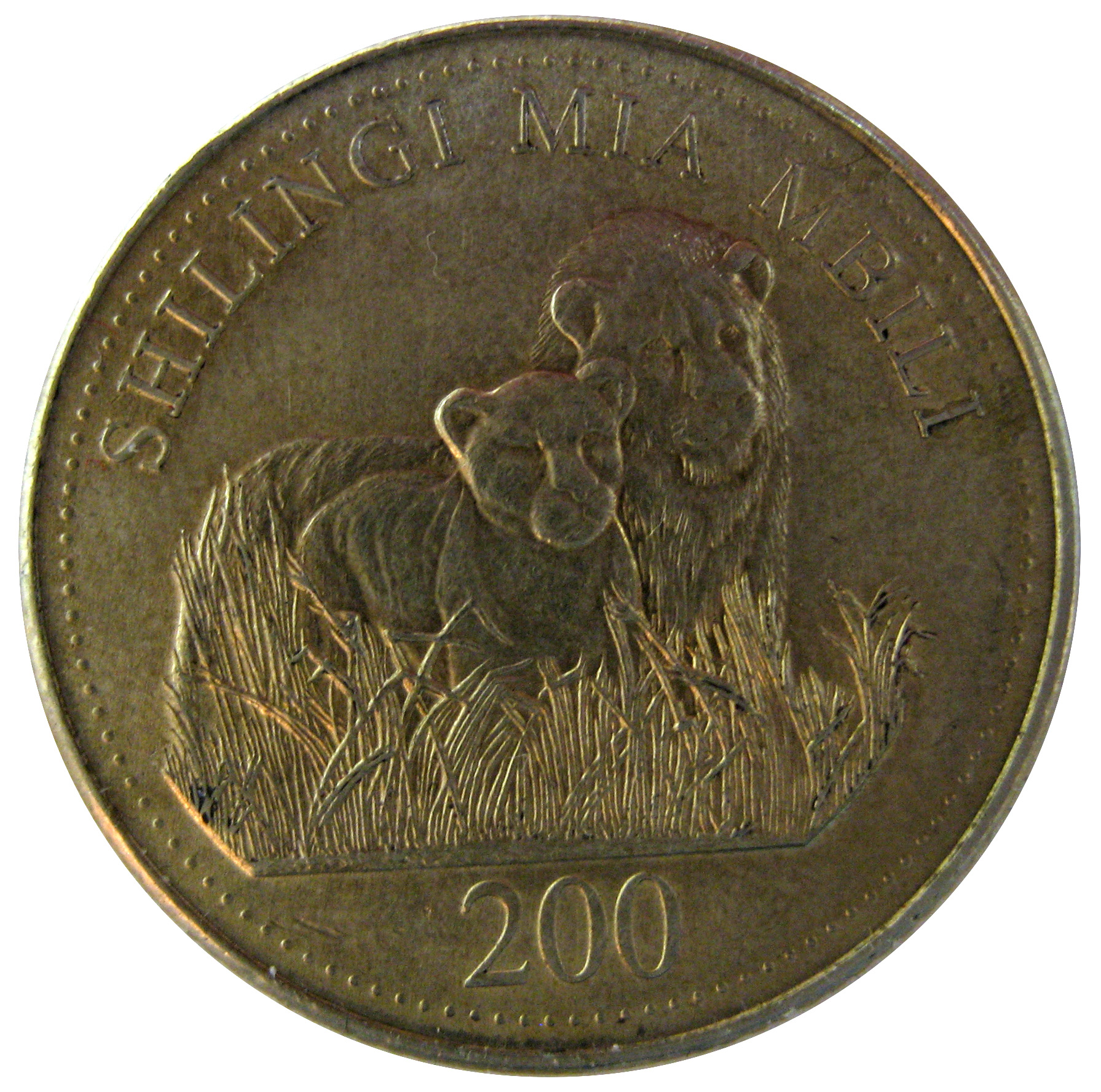
200 shilling, írásoldal

## Bankjegyek

### 2003-as sorozat
2003-ban kiadtak egy bankjegysorozatot, amelyet 2011-ben vontak ki a forgalomból.
| kép    | kép    | érték           | méret       | szín  | leírás                  | leírás | leírás | kibocsátás |
| előlap | hátlap | érték           | méret       | szín  | előlap                  | hátlap | vízjel | kibocsátás |
| ------ | ------ | --------------- | ----------- | ----- | ----------------------- | ------ | ------ | ---------- |
|        |        | 500 shilling    | 130 × 63 mm | zöld  | kafferbivaly            |        | zsiráf | 2003       |
|        |        | 1000 shilling   | 135 × 66 mm | kék   | Julius Nyerere          |        | zsiráf | 2003       |
|        |        | 2000 shilling   | 140 × 69 mm | barna | oroszlán, Kilimandzsáró |        | zsiráf | 2003       |
|        |        | 5 000 shilling  | 145 × 72 mm | bíbor | keskenyszájú orrszarvú  |        | zsiráf | 2003       |
|        |        | 10 000 shilling | 150 × 75 mm | vörös | Afrikai elefánt         |        | zsiráf | 2003       |

### 2011-es sorozat
2011. január 1-jén új bankjegysorozatot adtak ki. 2012. március 1-jén megjelent közleményben a Tanzániai Nemzeti Bank bejelentette, hogy kivonnák az 500 shillinges bankjegyet, és érmét vezetnének be helyette. 2016-ban megerősítették ezt a hírt, de pontos időpontot nem adtak meg.
| Kép    | Kép    | érték           | méret       | szín  | leírás                                                       | leírás                                                                                              | leírás         | dátumok   | dátumok         | dátumok     |
| előlap | hátlap | érték           | méret       | szín  | előlap                                                       | hátlap                                                                                              | vízjel         | nyomtatás | kibocsátás      | visszavonás |
| ------ | ------ | --------------- | ----------- | ----- | ------------------------------------------------------------ | --------------------------------------------------------------------------------------------------- | -------------- | --------- | --------------- | ----------- |
|        |        | 500 shilling    | 120 x 60 mm | zöld  | Tanzánia címere; Sheikh Abeid Amani Karume                   | Dar es Salaam Egyetem központi épülete, kígyó, zsiráf, diákok, akik köntösöket és sapkákat hordanak | Julius Nyerere | 2010      | 2011. január 1. | forgalomban |
|        |        | 1000 shilling   | 125 x 65 mm | kék   | Tanzánia címere; Julius Nyerere; Bismarck-kő Mwanzai-öbölben | Kávénövény; State House (Ikulu) zászlókkal Dar es Salaamban                                         | Julius Nyerere | 2010      | 2011. január 1. | forgalomban |
|        |        | 2000 shilling   | 130 x 66 mm | barna | oroszlán, Tanzánia címere                                    | Pálmafák, régi ománi arab erőd (Ngome Kongwe) Zanzibáron, faragott blokk                            | Julius Nyerere | 2010      | 2011. január 1. | forgalomban |
|        |        | 5 000 shilling  | 135 x 67 mm | bíbor | Tanzánia címere, keskenyszájú orrszarvú                      | Bányászgépezet; durva és csiszolt gyémántok                                                         | Julius Nyerere | 2010      | 2011. január 1. | forgalomban |
|        |        | 10 000 shilling | 140 x 68 mm | vörös | Afrikai elefánt, Tanzánia címere                             | virágok, a Tanzániai Nemzeti Bank épülete                                                           | Julius Nyerere | 2010      | 2011. január 1. | forgalomban |